# Shadow Man: 2econd Coming
Shadow Man: 2econd Coming er et amerikansk videospil af Acclaim fra 2002, der blev udgivet til PlayStation 2. Spillet regnes som efterfølgeren af Shadow Man.

## Modtagelse
Der var meget delte meninger om Shadow Man: 2econd Coming da det udkom. Mest blev spillet dog kritiseret, mens andre roste det for dets originalitet og grafik især.[kilde mangler]
| computerspil | Spire Denne computerspilsrelaterede artikel er en spire som bør udbygges. Du er velkommen til at hjælpe Wikipedia ved at udvide den. |

1. ↑  Navnet er anført på svensk og stammer fra Wikidata hvor navnet endnu ikke findes på dansk.